# Gerard Deulofeu
Gerard Deulofeu Lázaro (født 13. marts 1994) er en spansk fodboldspiller, som spiller for engelske Watford F.C.. Han skiftede i 2018 fra F.C. Barcelona til Watford F.C. på en lejeaftale ,men havde i den forgangne sæson været udlejet til italienske  A.C. Milan.
Han skiftede tilbage til F.C. Barcelona, Efter at lejeaftalen var slut i A.C. Milan. Da han kom tilbage til F.C. Barcelona blev han lejet ud til engelske Watford F.C..

## Klubkarierre

### FC Barcelona
Født i Riudarenes, Girona, Catalonien. Deulofeu sluttede FC Barcelonas fodboldskole i 2003, i en alder som kun 9-årig. Den 2. marts 2011, stadig registreret i junior hold fik han sin senior debut, for FC Barcelona B i en 4-1 udesejr mod Córdoba CF i Spaniens anden bedste række, hvor han bliver skiftet ind i stedet for Eduard Oriol i det 75. minut. 
I slutningen af april 2011 blev Deulofeu kaldt op til seniortruppen for første gang inden en La Liga-kamp mod Real Sociedad den 29., men kom dog ikke i spil fra bænken, i et 1-2 nederlag. Den 3. august, gjorde han sin Barcelona førsteholds debut i et 1-4 nederlag imod CD Guadalajara. Tre dage senere mod Club América, bidrog Deulofeu i en 2-0 sejr i 90. minut.
Den 16. september 2012 scorede Deulofeu sit første mål som senior i et 1-2 nederlag mod Hércules CF. Den 29. oktober, gjorde han sin første officielle optræden med den vigtigste trup. Han erstattede Cesc Fabregas i 63. minut i en 5-0 hjemmesejr mod RCD Mallorca. 
Deulofeu scorede 18 mål for FC Barcelona B i 2012-13 sæsonen. Den 15. maj 2013 underskrev han en professionel kontrakt med FC Barcelonas førstehold, der først udløber juni 2017. 

### Everton FC
Den 10. juli 2013 underskrev Premier League-holdet Everton en sæsonlang lejekontrakt med Deulofeu. 
Deulofeu scorede bl.a. i 1-1 kampen imod Arsenal, hvor han kom fra bænken, og scorede med et fint skud fra feltet af, efter at have sat 2 spillere af.
I sommeren 2015 returnerede Deulofeu igen til Everton. Denne gang på en permanent aftale.

## Titler
Internationalt
- UEFA EM U19: 2011, 2012
- UEFA EM U17: Finalist 2010
- UEFA EM U19 2012 Turnerigens bedste spiller

Nationalt
La Liga: 2010-11, 2011-12